# Digitalni identifikator objekta
Digitalni identifikator objekta (DOI) je ime koje se koristi za jedinstvenu identifikaciju elektronskih dokumenata i drugih entiteta. DOI je stabilniji metod označavanja dokumenata nego URL. U DOI sistemu, ime dokumenta je nepromenljivo u toku životnog veka dokumenta, za razliku od URL adrese koja je podložna promenama, kao što je promena organizacije datoteka na veb serveru. DOI sistem se može koristiti za lociranje validne URL adrese dokumenta.
DOI sistem je ostvaren kroz saradnju DOI agencija za registrovanje, koordiniranu kroz Internacionalnu DOI zadužbinu, koja je razvila i nadgleda sistem. Od 2000. godine, DOI sistem je razvijen i ugrađen u više izdavačkih programa. Do kraja 2009. godine ovaj sistem je u upotrebi u nekih 4000 organizacija, koje su izdale oko 43 miliona DOI imena.

## imena
ime se formira od niza simbola koji su podeljeni u dva dela: prefiks i sufiks. Prefiks označava registranta, a sufiks označava specifični objekat. Većina validnih UNICODE karaktera su dozvoljeni. Ne pravi se razlika između velikih i malih slova. Na primer, u DOI imenu 10.1000/182, prefix je 10.1000, a sufiks je 182.

## Spoljašnje veze
- DOI sistem
- DOI sistem i Specifikacije Internet identifikatora
- Handle sistem